# Beni Zentis
Beni Zentis è un comune dell'Algeria, situato nella provincia di Relizane.